# Fòntvielha (Mònaco)
Fòntvielha és un dels onze barris de Mònaco, situat a la part oest del principat.
És un barri integralment guanyat a la mar, projecte de l'arquitecte Manfredi Nicoletti. Una petita porció del terraplè de Fòntvielha pertany a la comuna de Caup d'Alh (França).
És igualment aquí on es troba el nou port recreatiu anomenat port de Fòntvielha.
Hi trobem habitatges amb caràcter molt luxós, i un gran nombre d'edificis domanials (sector públic) destinats a permetre als monegascs i nens del país.

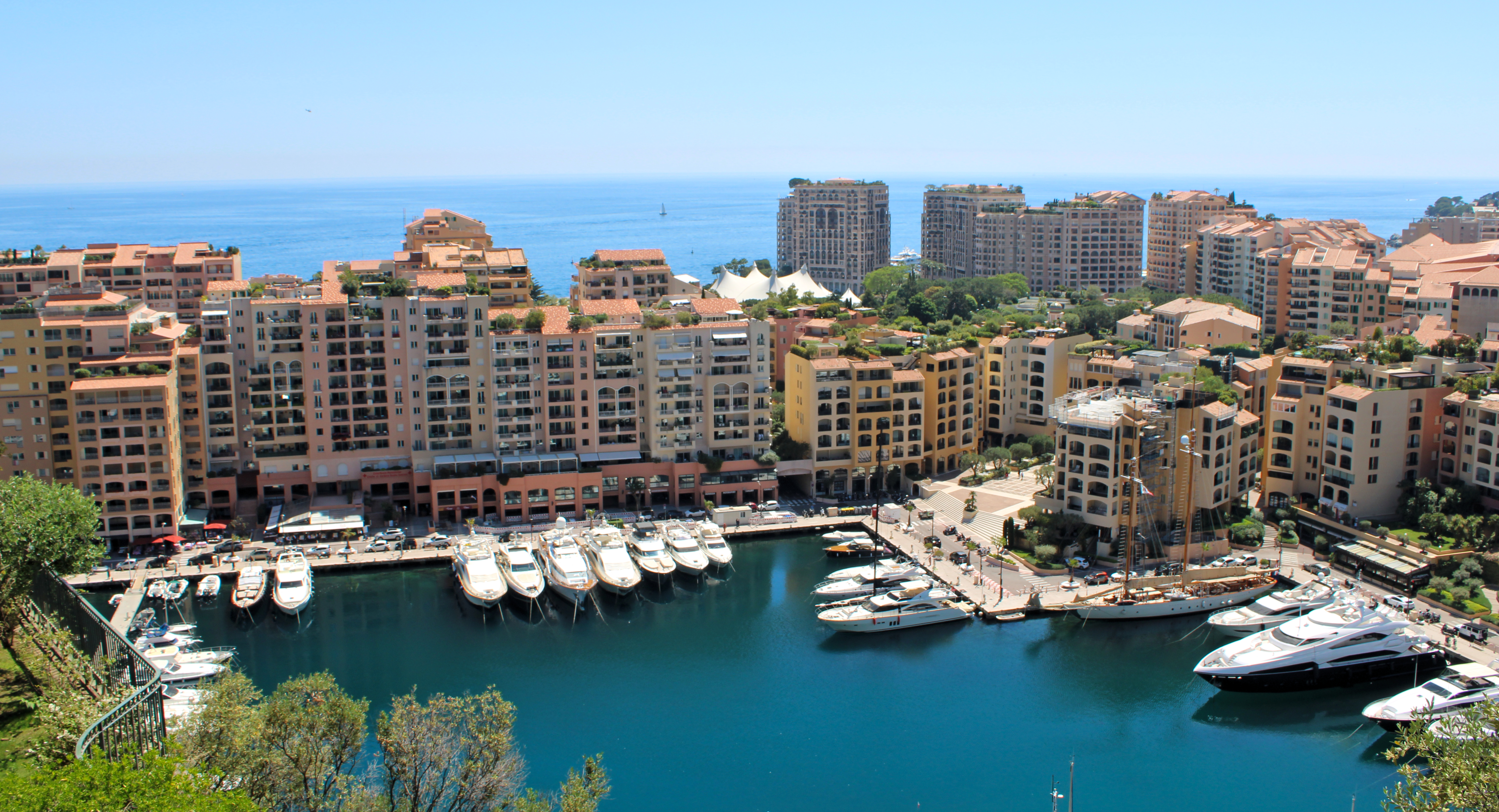
El port de Fòntvielha
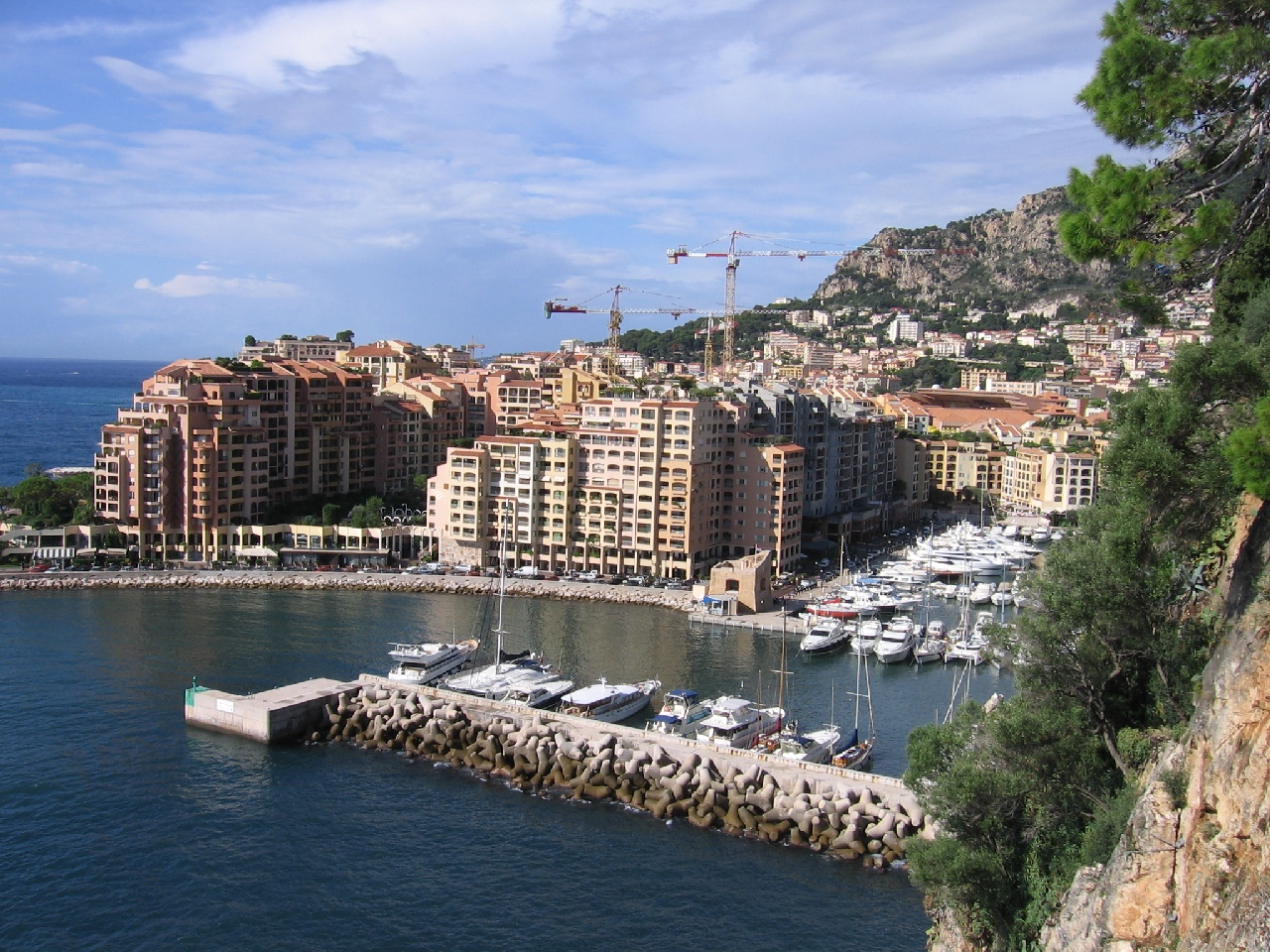
Fòntvielha
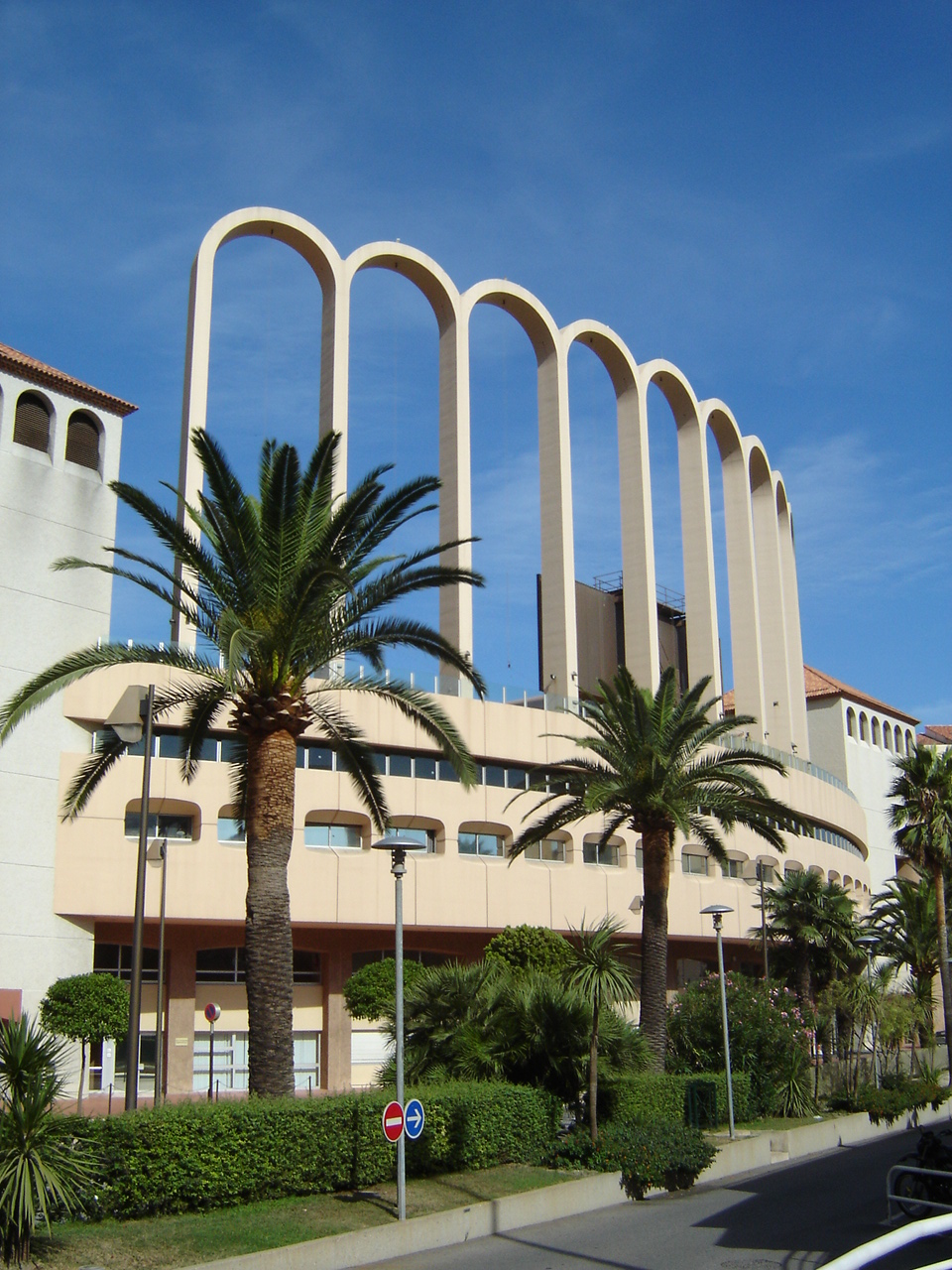
L'estadi Louis II

## Llocs i monuments
- L'església de sant Nicolau de Fòntvielha
- L'estadi Louis II